# Svatoňůvka
Svatoňůvka (též Svatonivka nebo Swatoniuwka) byla středověká osada, která se nacházela nedaleko dnešní obce Rozstání v okrese Prostějov v Olomouckém kraji. Vznikla pravděpodobně ve 14. století jako součást holštejnského panství a zanikla během 15. století. Osada měla nepravidelný tvar, čímž se odlišovala od jiných vesnic v okolí, které byly typicky lesní lánové vsi. Podle archeologických nálezů se jednalo o sídlo s hromadnou zástavbou, ležící u soutoku dvou potoků přitékajících od Molenburku. V blízkosti této zaniklé středověké osady (ZSO) se nachází bezlesá plošina nazývaná "Cerekvisko", s níž je spojena pověst o existenci kostela z období Velké Moravy.

## Historie
První písemná zmínka o Svatoňůvce pochází z roku 1463, kdy je zmiňována spolu s dalšími vesnicemi holštejnského panství jako součást majetkových transakcí. V průběhu času se její název měnil – v historických dokumentech se vyskytuje jako Svatonivka (1463, 1492), Swatoniuwka (1597), Svatoňůvky (1668) a Svatonivky (1762). Poslední zmínka o vesnici jako existující pochází z roku 1492, kdy je již uváděna jako pustá. Celková doba její existence se odhaduje na přibližně 110 let. Zánik osady pravděpodobně souvisí s husitskými válkami v první polovině 15. století, podobně jako tomu bylo u mnoha dalších vesnic na Drahanské vrchovině. V této oblasti docházelo k častým vojenským konfliktům, které měly za následek opuštění mnoha sídel. Podobný osud potkal i další vesnice holštejnského panství, například Bohdalůvku, Husko nebo Vaňkouš. Na rozdíl od většiny okolních vesnic, které byly zakládány jako lesní lánové vsi, měla Svatoňůvka nepravidelný půdorys, což bylo pravděpodobně způsobeno nepříznivými terénními podmínkami v místě jejího založení. Osada byla obývána českým obyvatelstvem, zatímco mnohé jiné vesnice holštejnského panství byly osídleny německými kolonisty.

## Archeologický výzkum
Přesnou lokalizaci zaniklé Svatoňůvky potvrdil až terénní výzkum Ervína Černého v roce 1966. Ves stála v polno-luční trati zvané "Velké psisko", o níž se zmiňovala i lidová tradice jako o místě, kde kdysi stála Svatoňůvka. Archeologický průzkum potvrdil existenci pozůstatků sídla v těchto místech. Západní část zaniklé osady se nachází na vyvýšenině "Velké Psisko" po pravé straně bezejmenného potoka, zatímco východní část se rozprostírala mezi dvěma potoky na louce táhnoucí se směrem k další zaniklé osadě Vaňkouš. Nalezený keramický materiál z lokality je datován do 14. století a počátku 15. století, což odpovídá písemným zmínkám o existenci vesnice. V roce 2017 byl jihozápadně od zaniklé obce objeven čtyřúhelníkový relikt s propadlou vkleslinou, který může být pozůstatkem podsklepeného jednoprostorového domu nebo milířiště. Objekt má rozměry přibližně 4×4 metry a je charakteristický ostrými hranami a pravidelným obvodem. Jižně od objektu byl identifikován upravený násep vysoký 60 cm, který je horní částí okraje spojen s reliktem a pokračuje rovnoběžně východním směrem asi 3 metry za jeho hranu. Při archeologickém průzkumu tohoto objektu bylo nalezeno malé množství uhlíků, které svědčí o přítomnosti ohniště nebo požáru. Keramický materiál získaný povrchovým sběrem z lokality zahrnuje okrajové části nádob, zdobené i nezdobené výdutě a dna. Tento materiál je uložen v muzeu v Prostějově. Podle archeologické typologie odpovídá keramika vrcholně středověké produkci typické pro region Drahanské vrchoviny ve 14. a počátku 15. století.

## Současný stav
Lokalita zaniklé středověké osady Svatoňůvka se nachází v katastrálním území obce Rozstání v nadmořské výšce 512–525 metrů. Místo je v současnosti využíváno jako louka a nejsou zde patrné výrazné povrchové stopy po původní zástavbě. V blízkosti lokality se kříží úvozové cesty, které v minulosti spojovaly jednotlivá sídla severní části holštejnského panství, včetně cest vedoucích do Holštejna, Hussí a Vaňkouše. Tyto komunikace jsou dokladem středověké cestní sítě v oblasti. V okolí zaniklé vesnice se nachází také bezlesá plošina nazývaná "Cerekvisko", s níž je spojena pověst o existenci kostela z doby Velké Moravy. Archeologický výzkum však existenci takového kostela zatím nepotvrdil. Celková výměra plužiny (zemědělské půdy) náležející k zaniklé Svatoňůvce je odhadována na 148 hektarů. V moderní době je toto území součástí lesních a zemědělských pozemků a nejsou zde viditelné stopy po středověkém obdělávání půdy.